# Smash-Produkt
Das Smash-Produkt bezeichnet eine topologische Konstruktion. Es ist vor allem in der Homotopietheorie wichtig.

## Definition
Für zwei gegebene punktierte topologische Räume {\displaystyle (X,x_{0})} und {\displaystyle (Y,y_{0})} mit Basispunkten {\displaystyle x_{0}} und {\displaystyle y_{0}} betrachtet man zunächst den Produktraum {\displaystyle X\times Y} mit der Identifizierung {\displaystyle (x,y_{0})\sim (x_{0},y)} für alle {\displaystyle x\in X} und alle {\displaystyle y\in Y}. Der Quotient von {\displaystyle X\times Y} unter dieser Identifizierung heißt das Smash-Produkt von {\displaystyle (X,x_{0})} und {\displaystyle (Y,y_{0})} und wird mit {\displaystyle X\wedge Y} bezeichnet.
Es hängt in der Regel von den gewählten Basispunkten ab.
Wenn man den Raum {\displaystyle X} mit  {\displaystyle X\times \left\{y_{0}\right\}} und {\displaystyle Y} mit {\displaystyle \left\{x_{0}\right\}\times Y}
identifiziert, so schneiden sich {\displaystyle X} und {\displaystyle Y} in  {\displaystyle (x_{0},y_{0})} und das Wedge-Produkt {\displaystyle \vee } (also ihre disjunkte Vereinigung) liefert den Unterraum {\displaystyle X\vee Y} von  {\displaystyle X\times Y}. Das Smash-Produkt ist dann der Quotient
{\displaystyle X\wedge Y=X\times Y/X\vee Y}.

## Beispiele
- Das Smash-Produkt von zwei Sphären {\displaystyle S^{m}} und {\displaystyle S^{n}} ist homöomorph zur Sphäre {\displaystyle S^{m+n}}. Das Smash-Produkt von zwei Kreisen ist demnach eine 2-Sphäre, die sich als Quotient aus einem Torus ergibt.[1]
- Mit dem Smash-Produkt kann man die sogenannte reduzierte Einhängung erhalten als:

{\displaystyle \Sigma X=S^{1}\wedge X}.

## Eigenschaften
Das Smash-Produkt ist vor allem in der Homotopietheorie wichtig, in der es die Homotopie-Kategorie zu einer symmetrischen monoidalen Kategorie macht, mit der 0-Sphäre (bestehend aus zwei Punkten) als neutralem Element. Das Smash-Produkt ist kommutativ bis auf Homöomorphie und  assioziativ bis auf Homotopie, das heißt {\displaystyle X\wedge (Y\wedge Z)} und {\displaystyle (X\wedge Y)\wedge Z} sind zwar nicht unbedingt homöomorph, aber homotopieäquivalent.
In der Kategorie der punktierten topologischen Räume besitzt das Smash-Produkt folgende Eigenschaft, die analog zum Tensorprodukt von Moduln ist. Für {\displaystyle A} lokalkompakt gilt die Adjunktionsformel
{\displaystyle \mathrm {Top} _{\bullet }(X\wedge A,Y)\cong \mathrm {Top} _{\bullet }(X,\mathrm {Top} _{\bullet }(A,Y))\,,}
wobei {\displaystyle Top_{*}(A,Y)} den Raum der Basispunkt-erhaltenden stetigen Abbildungen versehen mit
der kompakt-offenen Topologie bezeichnet. Wenn man für {\displaystyle A} den Einheitskreis {\displaystyle S^{1}} nimmt, so ergibt sich als Spezialfall, dass die reduzierte Einhängung {\displaystyle \Sigma } links adjungiert zum Schleifenraum {\displaystyle \Omega } ist.